# Vasyl Ivanytskyi
Vasyl Ivanytskyi (né le 29 janvier 1991) est un athlète ukrainien, spécialiste du décathlon.
À la fin de la première journée de la Coupe d'Europe à Toruń, il est un surprenant deuxième de la compétition, après avoir battu son record personnel sur 100 m en 10 s 94. Son record personnel est de 7 651 points obtenu à Ribeira Brava le 6 juillet 2014.